# Master (film, 2022)
Pour les articles homonymes, voir Master.
Pour plus de détails, voir Fiche technique et Distribution.
Master est un film d'horreur psychologique américain réalisé par Mariama Diallo, sorti en 2022.

## Synopsis
Jasmine est une étudiante noire timide, en première année à l'université d'Ancaster. Elle y rencontre Gail, directrice (« master ») du corps professoral, qui, elle aussi, est plus que troublée par les visions qu'elle a au sein de l'université majoritairement blanche,.

## Fiche technique
Sauf indication contraire, les informations mentionnées dans cette section peuvent être confirmées par la base de données cinématographiques IMDb,  présente dans la section « Liens externes ».
- Réalisation : Mariama Diallo
- Scénario : Mariama Diallo
- Musique : Robert Aiki Aubrey Lowe (en)
- Décors : Tommy Love, Paige Mitchell, Olivia Peebles et Meredith Lippincott
- Costumes : Mirren Gordon-Crozier
- Photographie : Charlotte Hornsby
- Montage : Maya Maffioli et Jennifer Lee
- Production : Joshua Astrachan (en), Brad Becker-Parton, Claire Edelman, Andrea Roa, Rita Walsh
  - Producteurs exécutifs : Regina Hall, Sophia Lin (en), Terence Nance (en)
- Sociétés de production : Amazon Studios, Animal Kingdom, Big Indie Pictures
- Société de distribution : Amazon Prime Video
- Pays de production :  États-Unis
- Langue originale : anglais
- Format : couleur
- Genre : horreur
- Durée : 98 minutes
- Dates de sortie :
  - États-Unis : 18 mars 2022

## Distribution
Sauf indication contraire, les informations mentionnées dans cette section peuvent être confirmées par la base de données cinématographiques IMDb,  présente dans la section « Liens externes ».
- Regina Hall (VF : Géraldine Asselin) : Gail Bishop
- Zoe Renee (en) (VF : Valérie Bescht) : Jasmine Moore
- Amber Gray (en) (VF : Laëtitia Lefebvre) : Liv Beckman
- Talia Ryder (VF : Camille Timmerman) : Amelia
- Talia Balsam (VF : Véronique Augereau) : Diandra
- Ella Hunt (VF : Charlotte Hervieux) : Cressida
- Noa Fisher (VF : Élise Vigné) : Katie
- Kara Young (VF : Déborah Claude) : Sascha
- Bruce Altman (VF : Guy Chapellier) : Brian
- Jennifer Dundas (VF : Sophie Baranes) : Julianne
- Joel de la Fuente (VF : Olivier Chauvel) : Lam

 Source et légende : version française (VF) sur RS Doublage et carton du doublage français.